# Szeki

Miasto wydzielone Szeki

Szeki (azer. Şəki) – miasto w północnym Azerbejdżanie. Jest jednym z miast wydzielonych i siedzibą administracyjną rejonu Szeki.
Miasto położone jest na skraju wyżyny Xan, niedaleko od południowych stoków Wielkiego Kaukazu. Miasto opływają Qurcanaçay i Dəyirmanarxı.
W mieście rozwinął się przemysł jedwabniczy, odzieżowy oraz spożywczy.

## Historia
Nazwa Szeki wywodzona jest od ludu Saków, zwanego także Scytami ałtajskimi – koczowniczego plemienia, które prawdopodobnie przybyło w te strony w VII wieku p.n.e. i zamieszkiwało te okolice przez kilkaset lat. Przedstawiciele tego plemienia w I wieku p.n.e. walczyli przeciw Rzymianom i niedaleko od miasta pokonali Pompejusza. Już wcześniej miasto było jednym z ośrodków Albanii Kaukaskiej i jej centrum religijnym. Wówczas miasto rozciągało się wyżej w górach, w miejscu gdzie obecnie znajduje się wieś Kiş. W V wieku rejon miasta Szeki wszedł w skład perskiego państwa Sasanidów. W 722 miasto zostało zniszczone przez potoki błotne, które zeszły z gór. W wyniku tego odbudowano miasto kilka kilometrów niżej na południe. Miasto rozwijało się dzięki temu, iż znajdowało się na trasie jedwabnego szlaku łączącego Zachód z Bliskim i Dalekim Wschodem. Na bazarach odbywał się ożywiony handel zbożem, wyrobami garncarskimi i jubilerskimi, miedzianymi naczyniami zdobionymi tzw. „czekanką” oraz przede wszystkim jedwabiem. To dzięki temu produktowi miasto zyskało sławę. Stąd kupcy z Europy, Azji i Bliskiego Wschodu wywozili tutejszy haftowany złotem jedwab. W XV–XVII w. ziemie terenu Szeki przechodziły na zmianę z rąk perskich w tureckie. Pod panowaniem chana Hadżiego Czalabiego (1743–1755) chanat szekijski stał się pierwszym niezależnym chanatem na terenie dzisiejszego Azerbejdżanu. W 1772 r. miasto nawiedziła potężna powódź, w wyniku której mieszkańcy Szeki musieli się przenieść na nieco wyższe tereny, czyli do obecnej lokalizacji. Od XVIII wieku w mieście działało aż 5 karawanserajów (isfahański, tebriski, lezgiński, ormiański i nowy) jednak do dziś przetrwały tylko dwa (obecnie zwane górny i dolny).
W roku 1805 rozpoczęła się rosyjska okupacja Szeki. Po śmierci ostatniego chana w 1819 r., chanat został zlikwidowany, a jego tereny włączone w skład Imperium Rosyjskiego. Rosjanie nadali miastu nową nazwę Nucha, która funkcjonowała w latach 1840–1968. W połowie XIX wieku w mieście przebywał młody Lew Tołstoj w trakcie swojej służby wojskowej, co zaowocowało w późniejszym czasie napisaniem utworu „Jeniec kaukaski”.
W 1920 r. Azerbejdżan okupowała Armia Czerwona, likwidując Demokratyczną Republikę Azerbejdżanu. Utworzona została Azerbejdżańska Socjalistyczna Republika Radziecka, w latach 1922–1936 część Zakaukaskiej FSRR w składzie ZSRR, w latach 1936–1991 republika sowiecka bezpośrednio w składzie ZSRR. W czasach ZSRR powstała w mieście fabryka jedwabiu, w której pracowało 7000 ludzi.

## Zabytki i turystyka

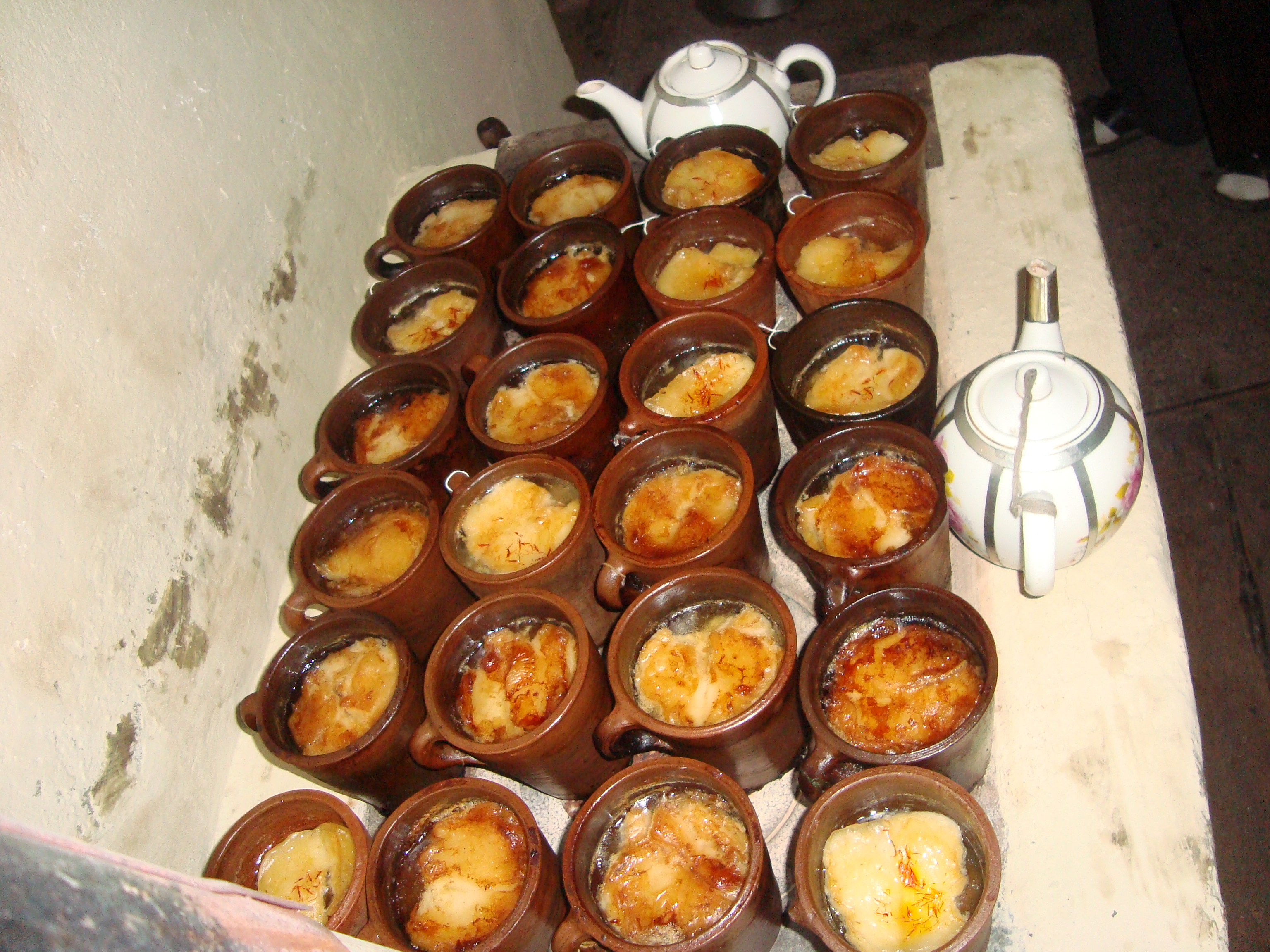
Piti z Szeki

Miasto słynie zabytkowego zespołu architektonicznego, który w połączeniu z malowniczą lokalizacją sprawia, że miasto jest jednym z najchętniej odwiedzanych turystycznie miejsc w kraju.
- okrągła świątynia z V–VI w. (obecnie Muzeum Rzemiosła Artystycznego),
- hamam Ağvanlar,
- hamam Dərə,
- mury zamkowe z lat 1759–1780,
- górny karawanseraj z XVIII w.,
- dolny karawanseraj z XVIII w.,
- hamam Yeraltı z XIX w.,
- meczet Omara Efendiego z XIX w.,
- meczet Piątkowy z XIX w.,
- pałac Chanów Szekijskich z XVIII w.,
- dom chanów szekijskich z 2 poł. XVIII w.,
- ogród chanów z XVIII w.,
- minaret meczetu Giləhli z XVIII w.,
- most z XVIII–XIX w.,
- budynek fabryki z XIX w.,
- dom Alidżan-beja z XIX w.,
- dom Farhad-beja z XIX w.,
- kościół ormiański z XIX w.,
- hamam Abdulxalıq z XIX w.,
- meczet i hamam Qışlaq z XIX w.

W mieście znajdują się dwa muzea: Historii oraz Rzemiosła Artystycznego. W pierwszym można zapoznać się m.in. z życiem codziennym mieszkańców Szeki od średniowiecza do XIX wieku. Podobna ekspozycja znajduje się w drugim muzeum, które mieści się w budynku starego kościoła z V–VI wieku.
Ze względu na swoją historię związaną z handlem i produkcją jedwabiu, w mieście co roku urządza się Święto Jedwabiu. W jednym z zabytkowych karawanserajów odtwarza się pradawny obraz szekijskiego bazaru: demonstruje się tkaniny jedwabne i chusty utkane przez miejscowych mistrzów, słynne szekijskie kołnierze, a także urządza się pokazy mistrzów rzemiosła w pałacu chanów szekijskich.
Szeki słynie w całym Azerbejdżanie z poczucia humoru mieszkańców. Już w czasach Związku Radzieckiego odbywał się w mieście Festiwal Humoru, obecnie znany jako Dzień Humoru. Co roku 1 kwietnia, z okazji tego święta, w mieście organizowane są parady i kabarety.
Miasto jest znane ze swoich lokalnych specjałów kulinarnych. Jednym z nich jest miejscowa odmiana piti, czyli środkowoazjatyckiej zupy z wkładką mięsną, a także szekijskie słodycze wyrabiane z mąki ryżowej oraz miejscowa chałwa.
W 2010 roku Szeki odwiedziło 15 tys. turystów.

## Galeria

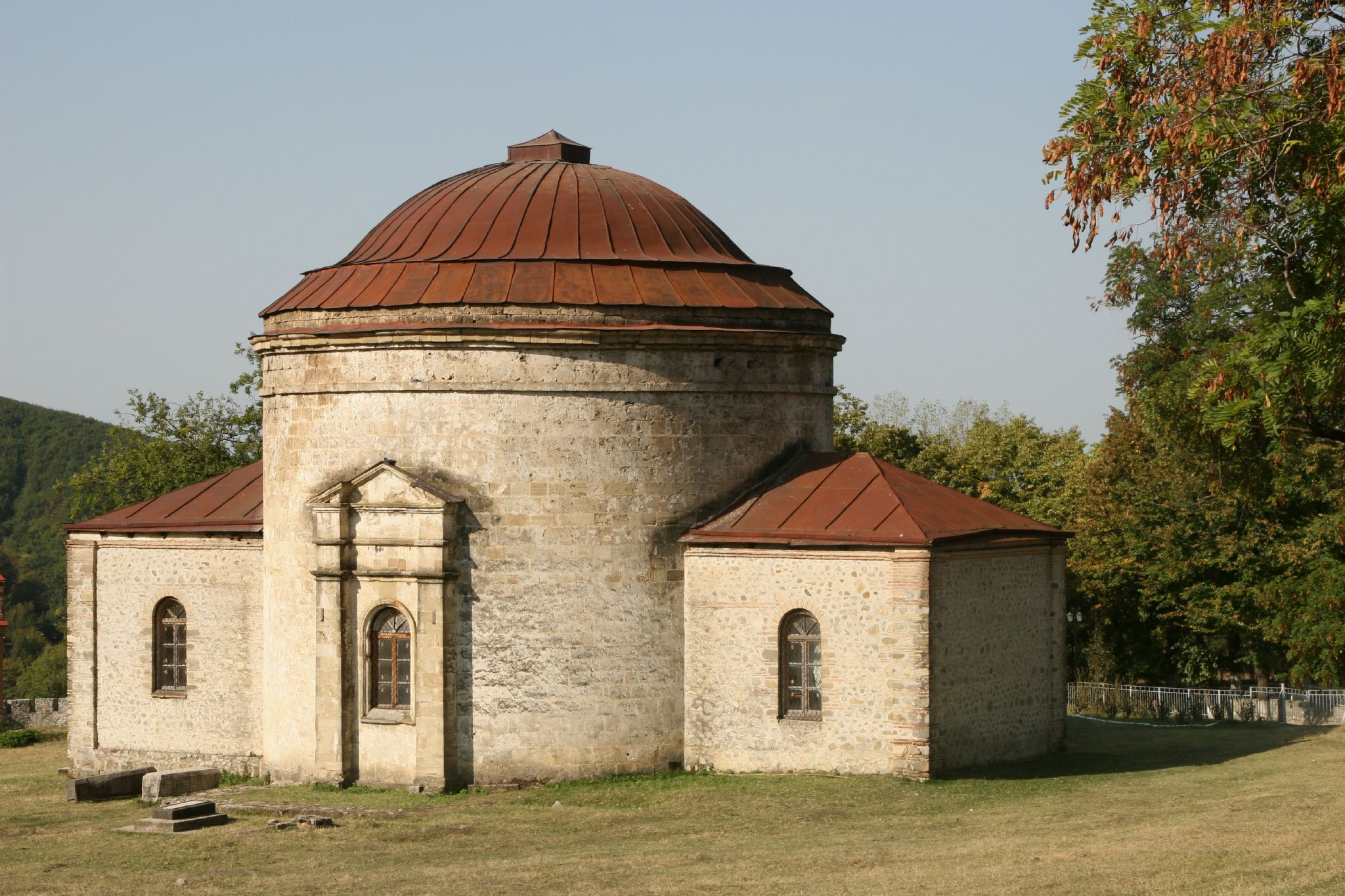
Okrągła świątynia z V–VI w. (obecnie Muzeum Rzemiosła Artystycznego)
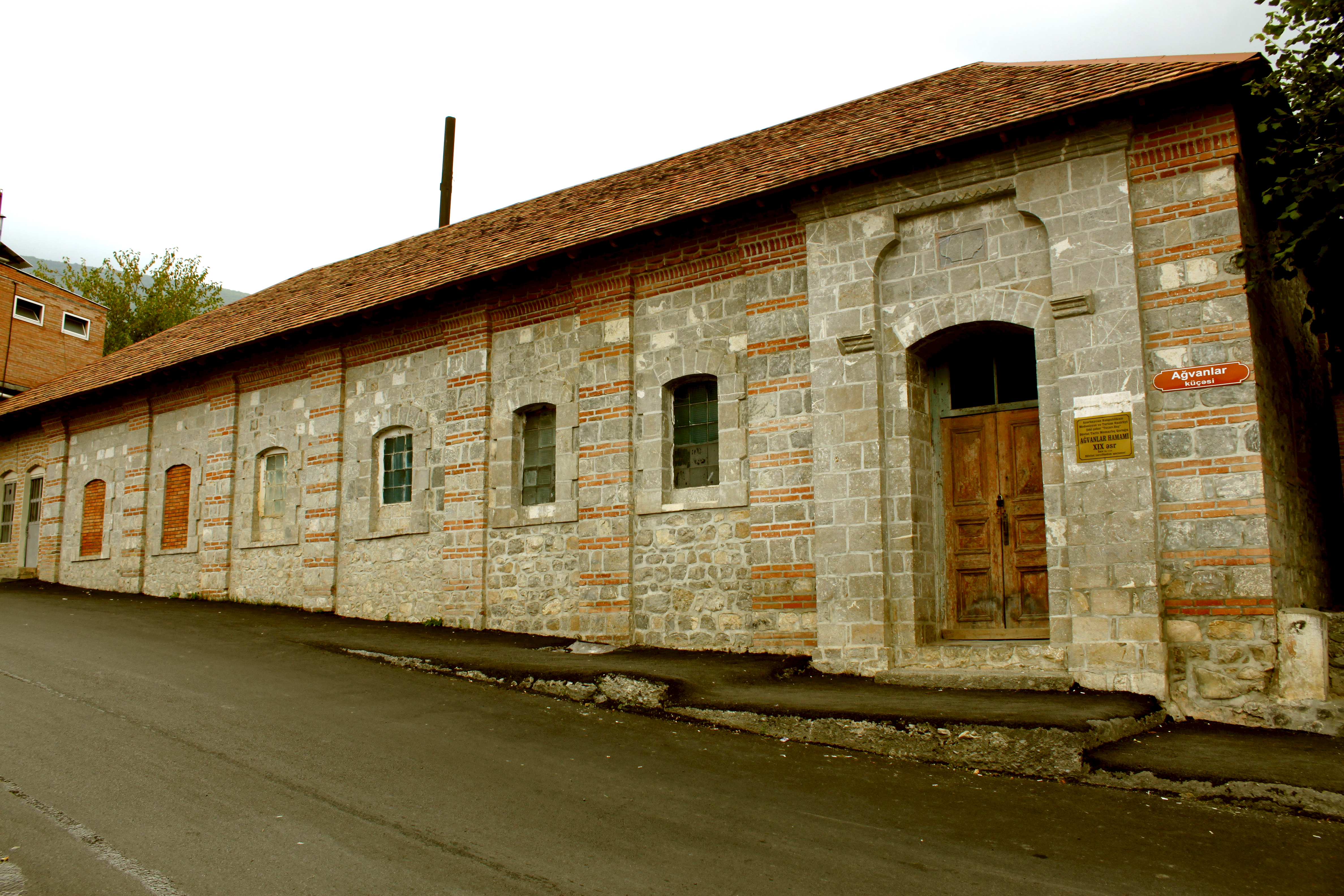
Hamam Ağvanlar
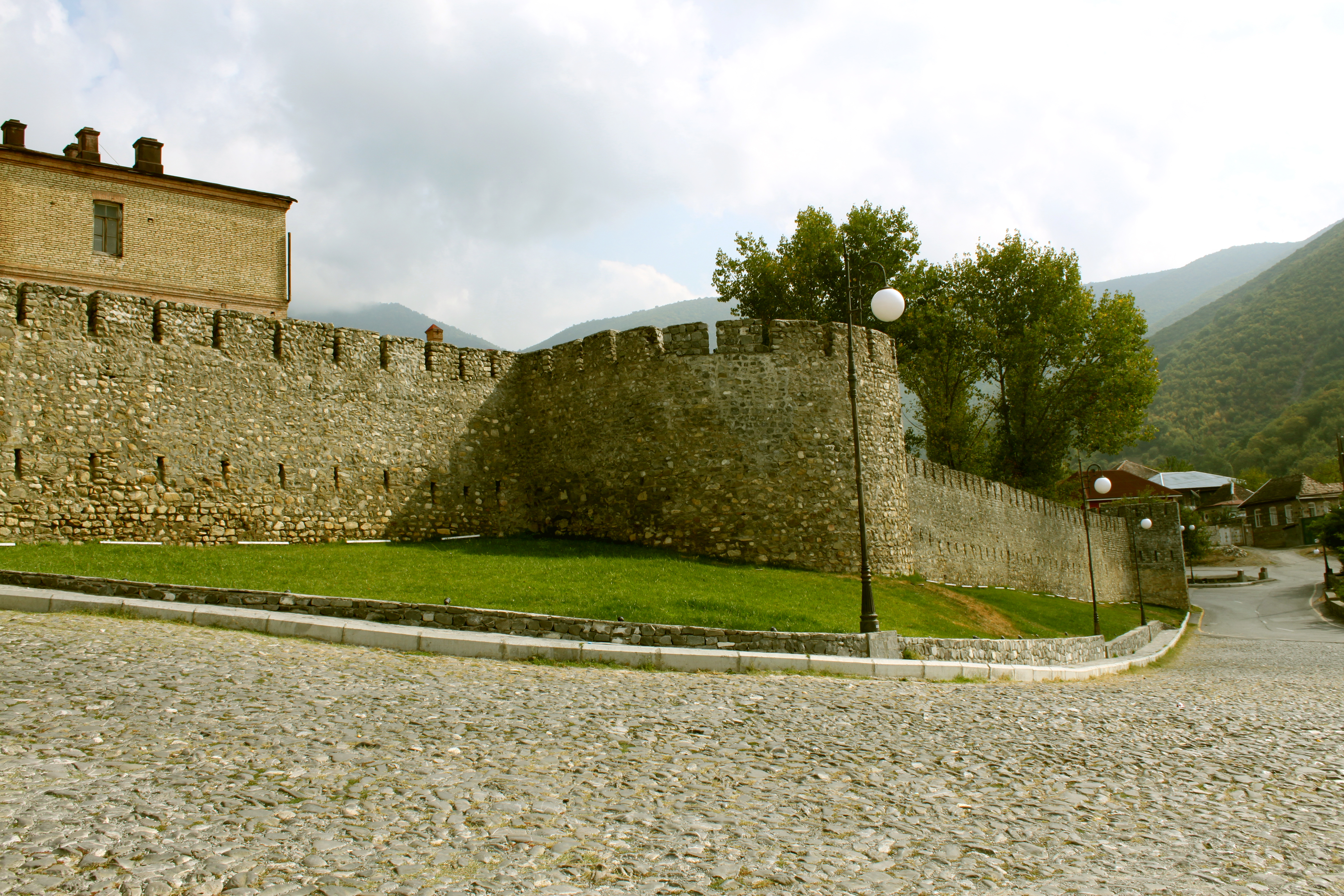
Mury zamkowe z lat 1759–1780
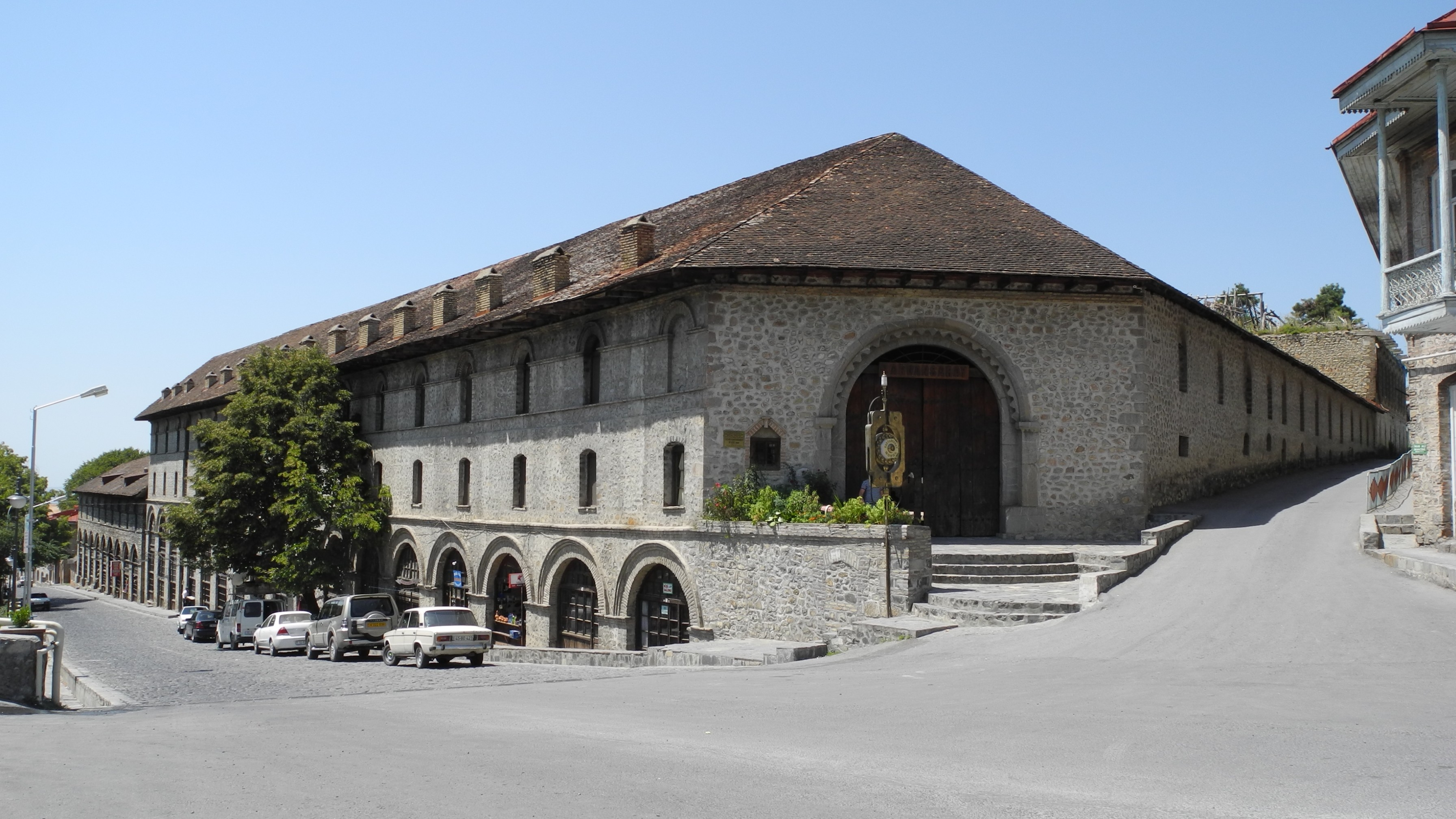
Górny karawanseraj z XVIII w.
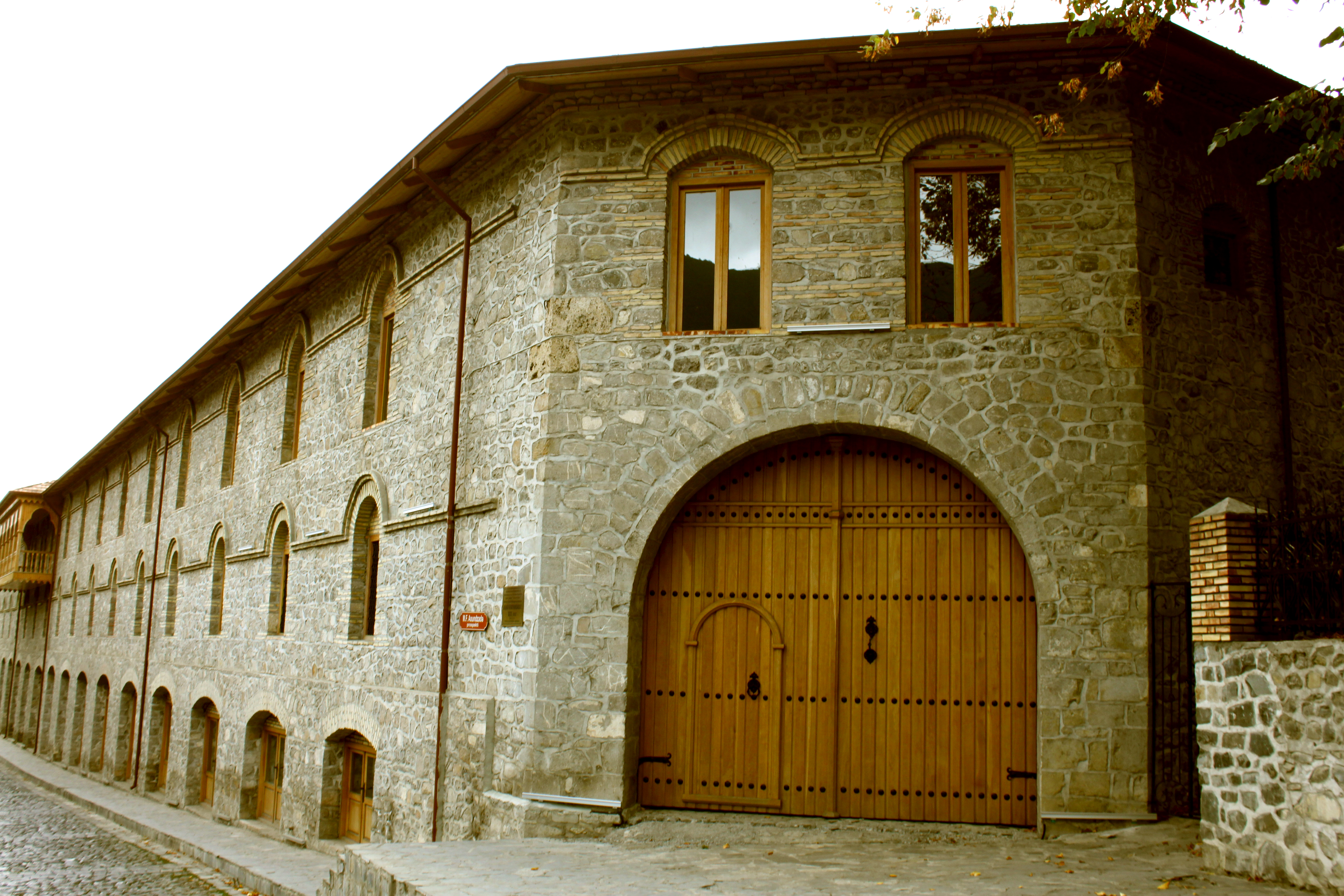
Dolny karawanseraj z XVIII w.
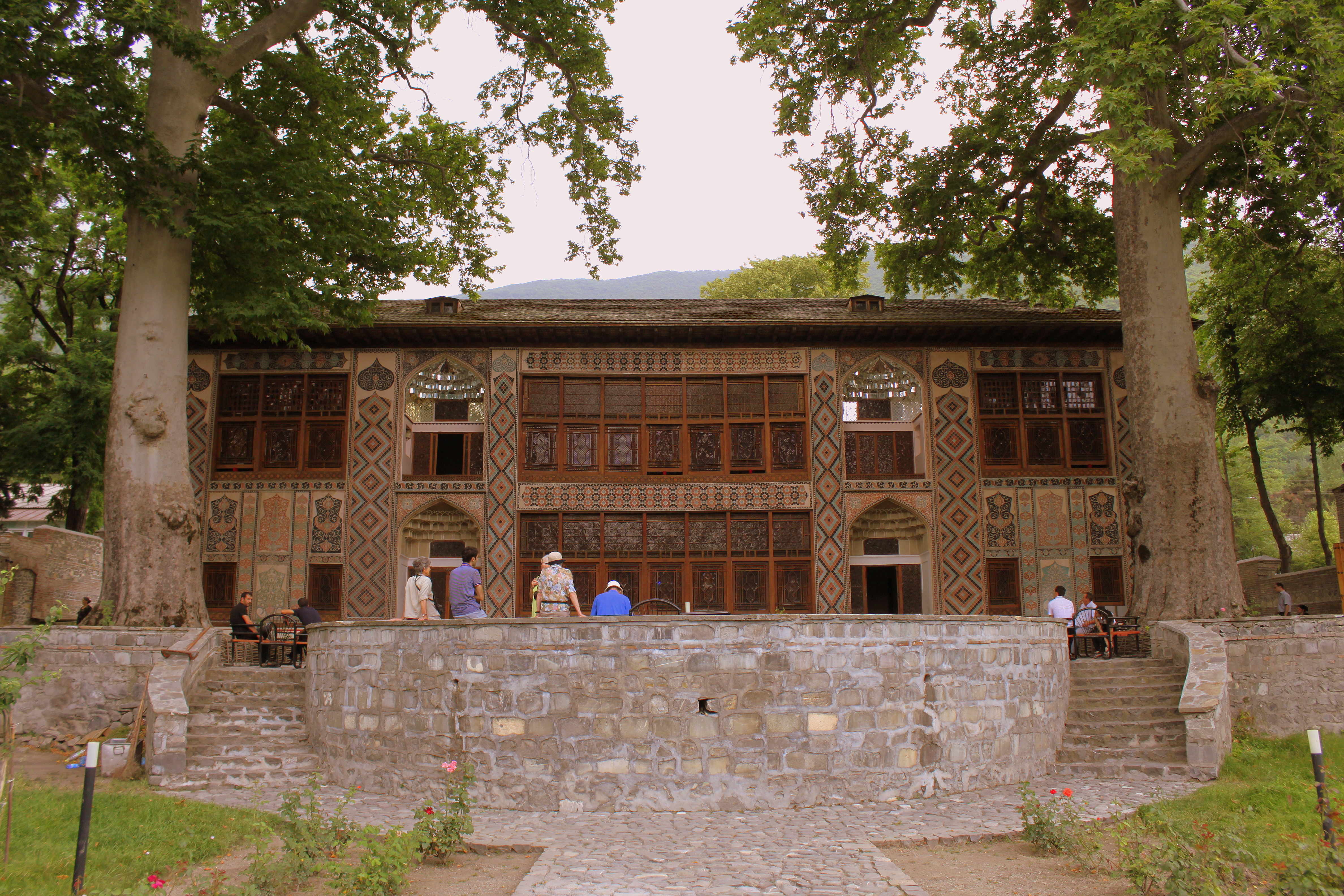
Pałac chanów szekijskich z XVIII w.
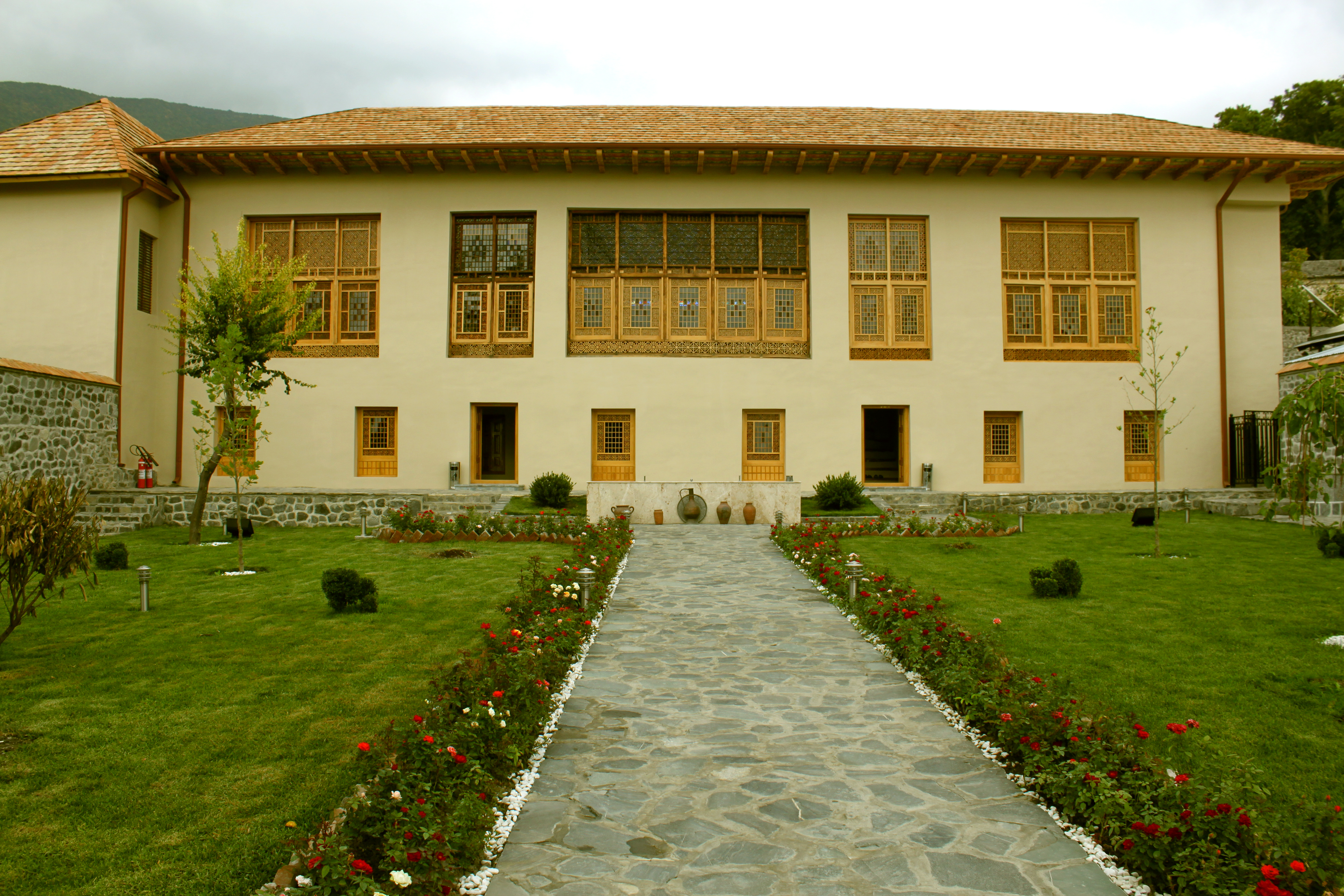
Dom chanów szekijskich z 2 poł. XVIII w.
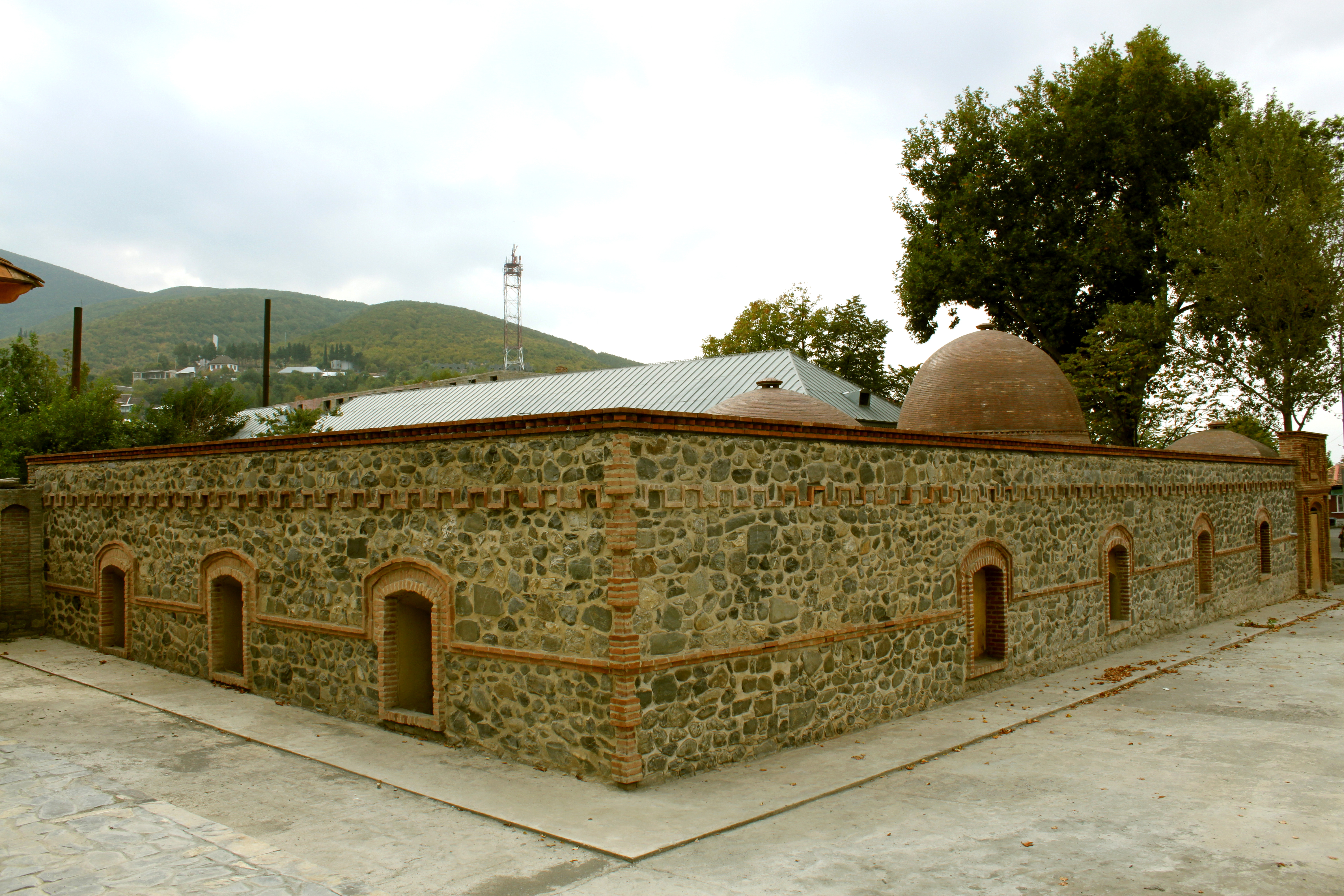
Hamam Yeraltı z XIX w.
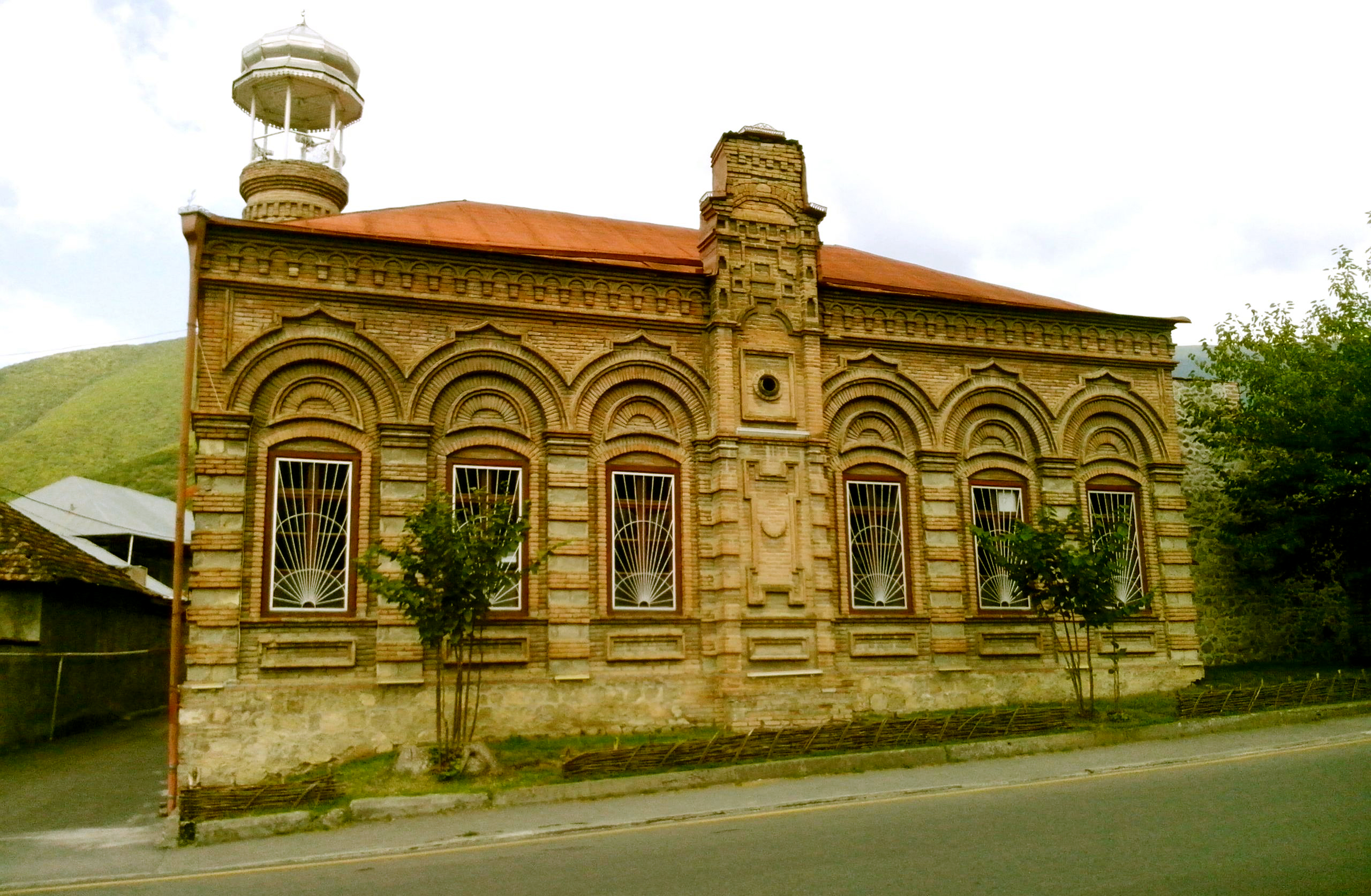
Meczet Omara Efendiego z XIX w.
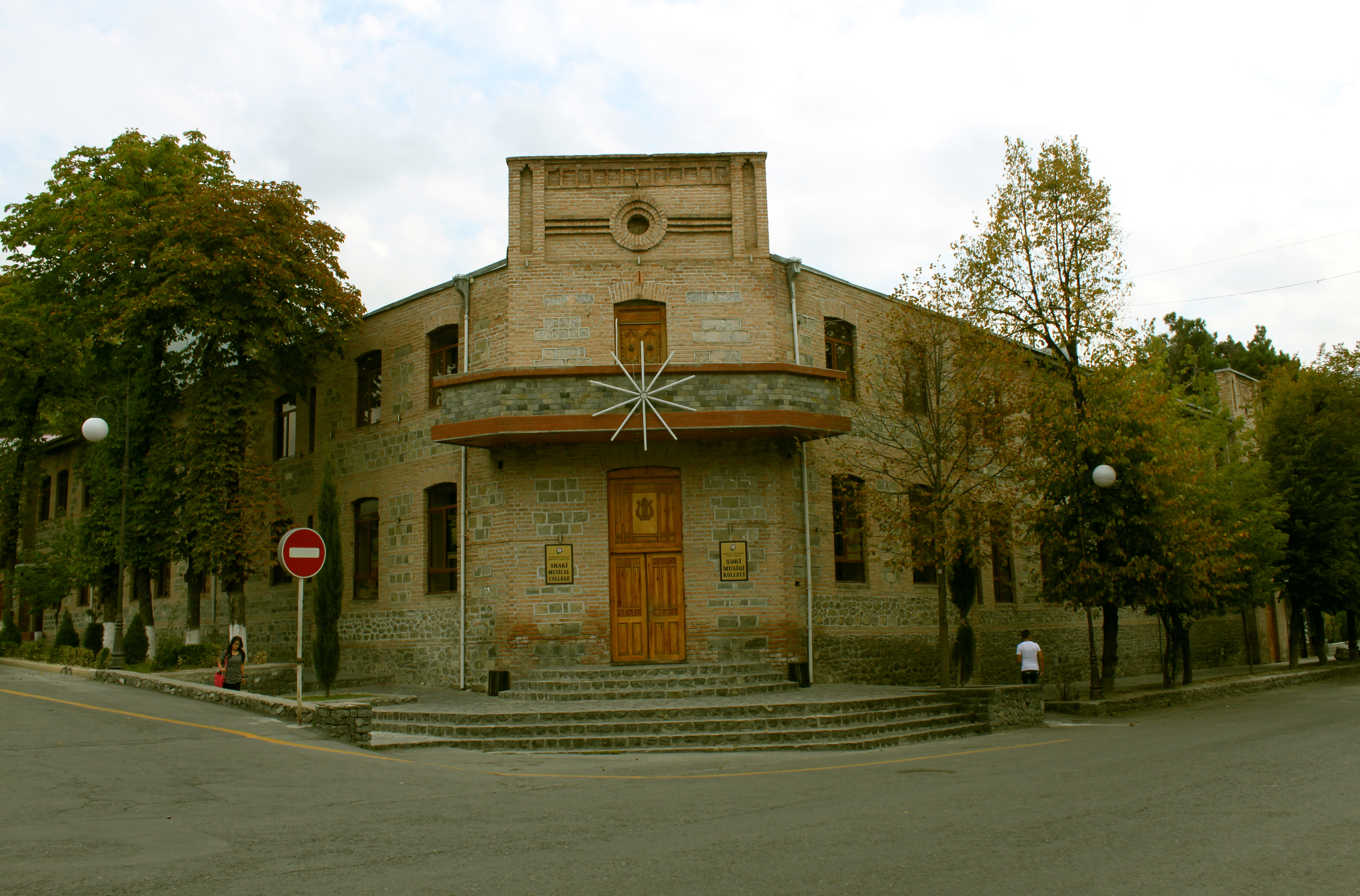
Dom Alidżan-beja z XIX w.

## Transport
Dworzec autobusowy jest usytuowany ok. 1,6 km na południe od centrum, przy jednej z głównych ulic miasta. Odjeżdżają stąd autobusy oraz marszrutki do Baku oraz do innych miast w kraju.
Dworzec kolejowy znajduje się ponad 16 km na południe od miasta, już poza jego granicami. Dworzec znajduje się na linii kolejowej z miasta Yevlax do leżącego przy granicy z Gruzją miasta Balakən.

## Klimat
Klimat umiarkowanie ciepły. Znaczne opady deszczu nawiedzają miasto, nawet w najsuchszych miesiącach. Klasyfikacja klimatu Köppena-Geigera Cfa. Na tym obszarze średnia temperatura wynosi 12,9 °C. W ciągu roku średnie opady wynoszą 695 mm. Najsuchszym miesiącem jest grudzień z opadami na poziomie 28 mm. W maju opady osiągają wartość szczytową ze średnią 90 mm. Różnica w opadach pomiędzy najsuchszym a najbardziej mokrym miesiącem wynosi 62 mm. Najcieplejszym miesiącem w roku jest lipiec ze średnią temperaturą 24,5 °C, z kolei najzimniejszym miesiącem jest styczeń ze średnią temperaturą 1,3 °C. Wahania roczne temperatur wynoszą 23,2 °C.

## Miasta partnerskie
- Żmerynka, Ukraina (od 1973)
- Giresun, Turcja (od 2001)
- Gabrowo, Bułgaria (od 2004)
- Lapseki, Turcja (od 2005)
- Słuck, Białoruś (od 2009)
- Telawi, Gruzja (od 2012)
- Konya, Turcja (od 2012)